# Filtre à densité neutre
Pour les articles homonymes, voir filtre.

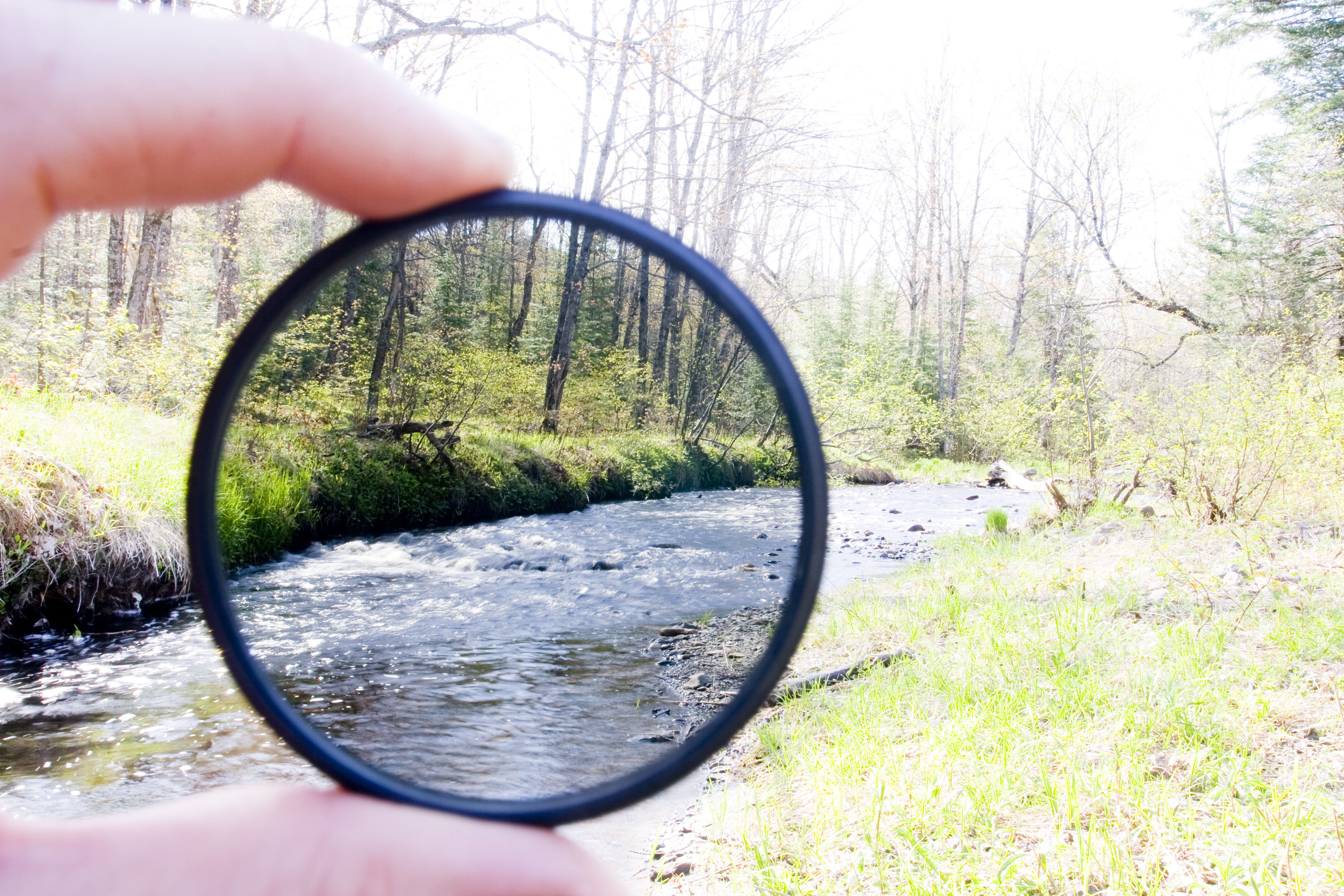
Démonstration de l'effet d'un filtre ND.

En photographie et en optique, un filtre à densité neutre ou filtre ND est un filtre qui absorbe de manière égale les rayonnements visibles quelle que soit la longueur d'onde. Le filtre, d'apparence grise, n'est pas coloré et ne modifie pas la teinte ou le rendu de couleur. Le but de ce type de filtre est de permettre au photographe une plus grande marge de manœuvre quant au réglage de l'ouverture, du temps de pose, ou du flou cinétique dans différentes situations, notamment lors de changements de conditions d'éclairement lumineux.
Un filtre ND est caractérisé par son facteur de transmission (ou transmittance) {\displaystyle {\mathcal {T}}} ou par sa densité optique D.

## Fonctionnement

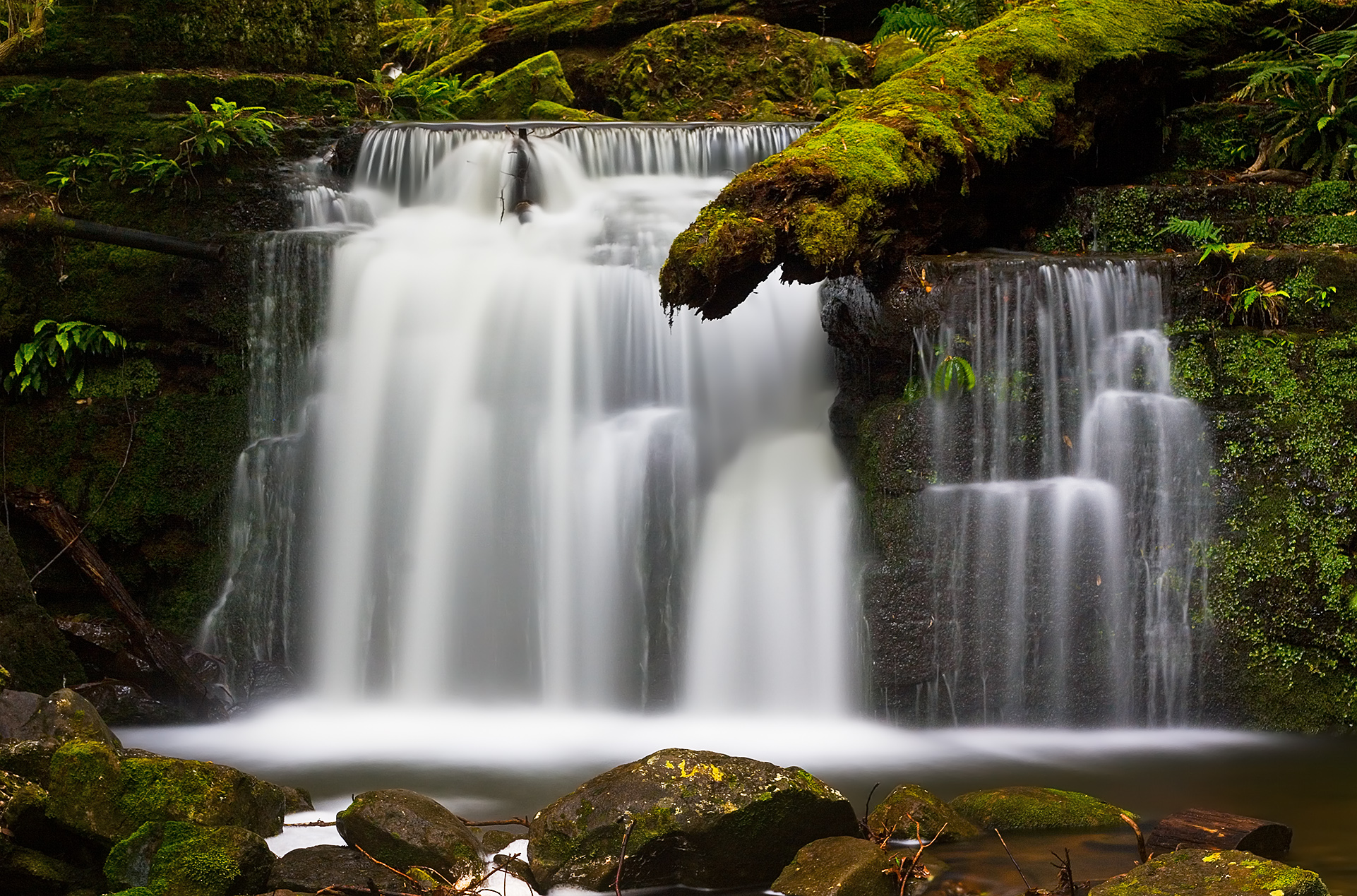
Les filtres de densité neutre sont souvent utilisés pour créer des effets de flou cinétique avec des temps d'exposition allongés

. Soit un cas d'application du filtre : lors d'une journée ensoleillée, un photographe souhaite prendre une cascade avec un temps de pose assez long pour créer volontairement un flou cinétique. Pour ce faire, il doit calibrer son temps de pose à une dizaine de secondes. Le problème étant qu'il capte trop de lumière durant ce laps de temps, même avec une sensibilité ISO et une ouverture faible (par exemple, f/16 ou f/22), et ce du fait que le temps de pose est trop long. La surface photosensible recevra une exposition lumineuse trop importante : la photo ressortira assurément surexposée. Si le mode de priorité d'ouverture est utilisé, l'appareil sélectionnera automatiquement un temps de pose trop rapide pour créer l'effet souhaité. Dans cette situation, appliquer un filtre ND approprié revient à diminuer artificiellement l'ouverture, donc allonger le temps de pose et avoir l'effet de flou cinétique.

## Utilisations
.

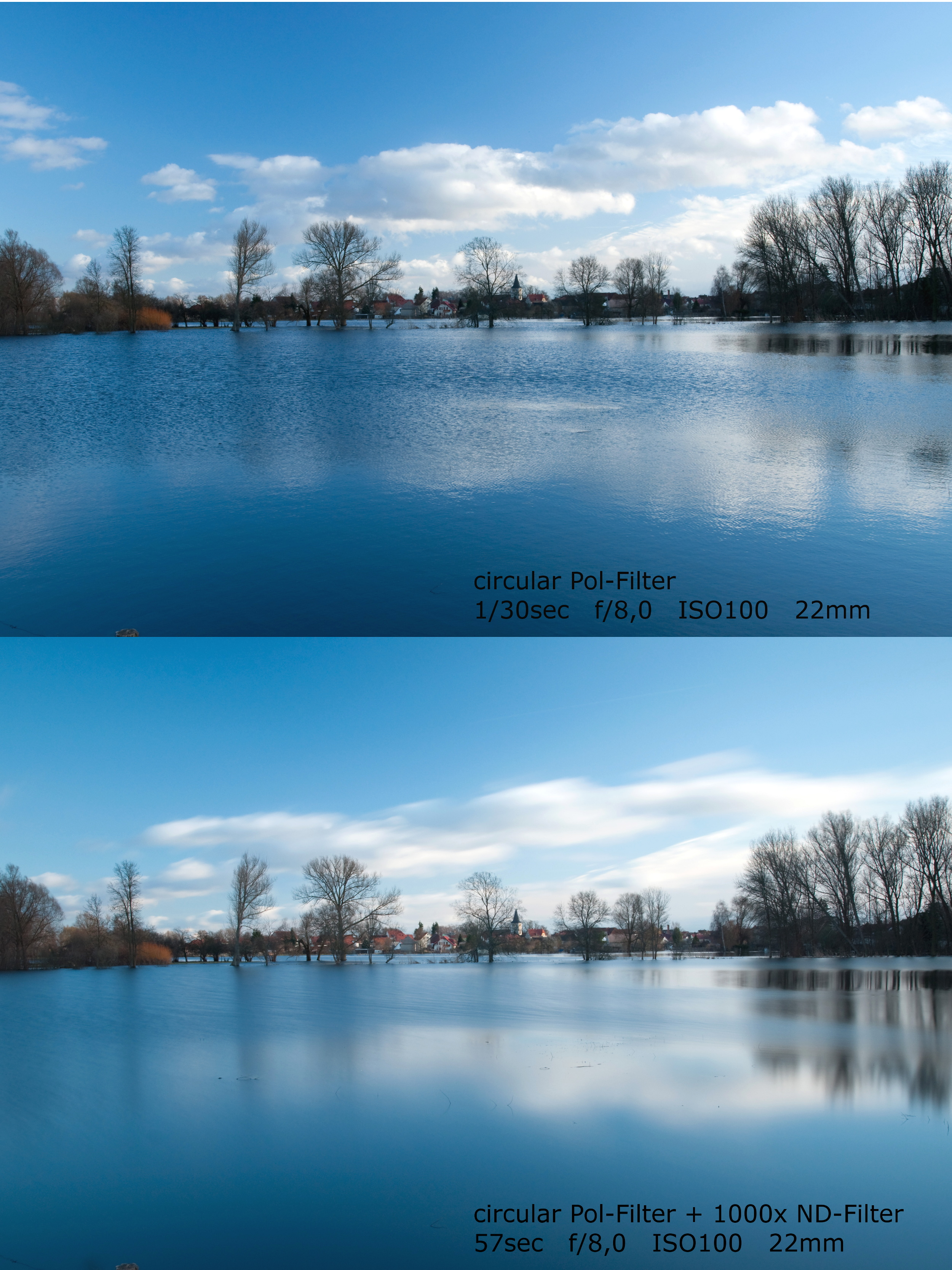
Comparaison de deux images démontrant l'intérêt d'un filtre ND sur un paysage. La première a été prise avec un polariseur uniquement et la seconde avec un filtre ND 1000x (ND 3.0), ce qui lui permet une exposition et un lissage plus grands

La limite de diffraction empêche l'utilisation de trop petites ouvertures (nombre d'ouverture f/xx grand) sous peine d'obtenir une image considérablement dégradée. L'ouverture minimale varie selon la taille du capteur photographique (qu'il soit film ou numérique) ; pour la majorité des objectifs photographiques, elle se trouve entre f/16 et f/22. Elle peut aller jusqu'à f/32 pour les grands formats.
L'emploi d'un filtre à densité neutre permet au photographe de limiter la quantité de lumière qui atteint la surface sensible dans le but :
- d'éviter la surexposition dans un environnement très lumineux ;

- d'augmenter le temps de pose pour une même exposition ce qui permet d'obtenir des photographies longue pose comme un effet de flou cinétique (ex. cascades, rivières, phares de voitures en ville, etc.) ou de lissage de la surface de l'eau ;

- d'utiliser une ouverture plus grande (nombre d'ouverture f/xx plus petit) pour une même exposition ce qui aura pour conséquence la diminution de la profondeur de champ ; l'objectif peut alors être utilisé à une ouverture moyenne pour laquelle les aberrations sont généralement minimisées.

Avec un appareil photo numérique, le photographe peut voir directement le rendu et sélectionner un filtre à densité neutre pour photographier une prise de vue : il règle au préalable l'ouverture souhaitée pour un rendu maximal de netteté ou de profondeur de champ. Le temps de pose est réglé de manière à avoir le meilleur flou de l'objet en mouvement. Pour ce faire, l'appareil doit être réglé en mode manuel. L'exposition globale étant ajustable avec le temps de pose ou l'ouverture, en notant l'ouverture nécessaire pour que l'exposition soit adéquate, le photographe connait le calibre du filtre à densité neutre à utiliser qui correspond à la différence de paramètre d'ouverture entre les deux réglages.
Les filtres à densité neutre sont utilisés pour contrôler l'exposition des lentilles photographiques catadioptriques, (peu utilisées depuis l'apparition des diaphragmes à iris), dont l'utilisation augmentait le ratio de l'obstruction centrale, ce qui menait à de mauvaises performances.
Les filtres à densité neutre ont beaucoup d'applications dans le domaine des lasers de haute précision, car la puissance d'un laser ne peut pas être ajustée sans modifier d'autres propriétés intrinsèques (par exemple, la collimation d'un faisceau). De plus, la plupart des lasers possèdent un seuil de puissance à partir duquel ils peuvent opérer. Pour parvenir à l'atténuation de lumière désirée, un ou plusieurs filtres à densité neutre peuvent-être placés en travers du faisceau.
Les vues de télescopes larges peuvent rendre la Lune et les planètes trop brillantes, ou leur faire perdre de leur contraste. Un filtre à densité neutre peut augmenter ce dernier et diminuer la luminosité, ce qui rend les astres plus faciles à observer.

## Variantes
Un filtre à densité neutre gradué est similaire à un filtre à densité neutre à la différence près que le facteur de transmission (et la densité optique) varie progressivement sur la surface du filtre. Cela peut notamment être utile lorsqu'une région de l'image seulement est trop lumineuse par rapport au reste : c'est le cas des couchers de Soleil par exemple. La zone de transition, ou saut, est disponible sous différentes variations : douce, dure ou atténuée. La plus utilisée est le saut doux, qui permet une variation douce entre la zone filtrée et la zone normale. Les sauts durs rendent une transition nette, et la transition atténuée progressivement sur la majeure partie du filtre, la transition est donc à peine perceptible.
Il existe un autre type de filtre à densité neutre en roue. Il est formé de deux disques de verres perforés dont la densité de produit appliqué augmente autour de la perforation, sur la face de chaque disque. Lorsque les disques tournent tête-bêche en face l'un de l'autre, la transmission effective peut varier de 0 % à 100 %. Ils sont utilisés dans les télescopes catadioptriques (voir plus haut), ainsi que dans tout système qui nécessite de fonctionner avec une ouverture de 100 % (le plus souvent en raison de la nécessité pour ce système de travailler avec une résolution spatiale maximale).
En pratique, les filtres à densité neutre ne sont évidemment pas parfaits, car ils ne diminuent pas également l'intensité de chaque longueur d'onde. De ce fait, ils peuvent occasionner des teintes plus accentuées sur certaines images, et le phénomène est pire avec des filtres bon marché. Plus gênant encore, la plupart des filtres à densité neutre ne sont pas conçus pour couvrir une plage de fréquences plus grande que le spectre visible, et donc ne bloquent pas les rayons infrarouges et ultraviolets. Cela peut être dangereux si les filtres à densité neutre sont utilisés pour observer des sources de radiation (comme le Soleil, ou le phénomène de rayonnement du corps noir), qui émettent une grande quantité de radiations non-visibles : l'œil peut en être endommagé, même si la source ne semble pas brillante derrière le filtre. Des filtres spéciaux doivent alors être utilisés pour une vue en sécurité.
Une alternative moins chère aux filtres ND est un filtre artisanal avec un morceau de verre de soudeur, ce qui agit comme un réducteur d'ouverture de 10 « diaphs ».

## Types de filtres ND
En photographie, les filtres ND sont classés selon leur densité optique, ou de manière équivalente, leur réduction de nombre d'ouverture en « diaphs », ou encore le coefficient multiplicateur du temps de pose. En microscopie, la transmittance est parfois utilisée. Par exemple, utiliser un filtre ND 104 ne laisse passer qu'un seizième de la lumière : il permet d'ouvrir de 4 diaphs ou de multiplier le temps de pose par 16 tout en maintenant la même exposition.
| Notation ND1number | Densité optique | Coefficient temps de pose        | Transmittance | Transmittance (%) | Réduction du nombre d'ouverture en diaphs |
| ------------------ | --------------- | -------------------------------- | ------------- | ----------------- | ----------------------------------------- |
|                    |                 |                                  | 1             | 100 %             | 0                                         |
| ND 101             | ND 0.3          | ND2                              | 1/2           | 50 %              | 1                                         |
| ND 102             | ND 0.6          | ND4                              | 1/4           | 25 %              | 2                                         |
| ND 103             | ND 0.9          | ND8                              | 1/8           | 12,5 %            | 3                                         |
| ND 104             | ND 1.2          | ND16                             | 1/16          | 6,25 %            | 4                                         |
| ND 105             | ND 1.5          | ND32                             | 1/32          | 3,125 %           | 5                                         |
| ND 106             | ND 1.8          | ND64                             | 1/64          | 1,563 %           | 6                                         |
|                    | ND 2.0          | ND100                            | 1/100         | 1 %               | 6 2/3                                     |
| ND 107             | ND 2.1          | ND128                            | 1/128         | 0,781 %           | 7                                         |
| ND 108             | ND 2.4          | ND256                            | 1/256         | 0,391 %           | 8                                         |
|                    | ND 2.6          | ND400                            | 1/400         | 0,25 %            | 8 2/3                                     |
| ND 109             | ND 2.7          | ND512                            | 1/512         | 0,195 %           | 9                                         |
| ND 110             | ND 3.0          | ND1024 (également appelé ND1000) | 1/1024        | 0,098 %           | 10                                        |
| ND 111             | ND 3.3          | ND2048                           | 1/2048        | 0,049 %           | 11                                        |
| ND 112             | ND 3.6          | ND4096                           | 1/4096        | 0,024 %           | 12                                        |
| ND 113             | ND 3.9          | ND8192                           | 1/8192        | 0,012 %           | 13                                        |

Note : Hoya, B+W, Cokin utilisent les dénominations ND2 ou ND2x, etc. ; Lee, Tiffen utilisent les dénominations 0.3ND, etc. ; Leica utilise les dénominations 1x, 4x, 8x, etc.
En cas d'utilisation de plusieurs filtres ND, il faut multiplier les transmittances et ajouter les densités optiques. Par exemple, un filtre ND4 monté sur un filtre ND8 est équivalent à un filtre ND32,.